# カチッサー効果
カチッサー効果（カチッサーこうか、英: Automaticity）とは、ある働きかけによって、深く考えることなしに、ある行動を起こしてしまう心理現象。カチッ・サー効果とも表記する。
認知バイアスの一種であるが「カチッサー効果」とは日本での呼び名であり正式には「自動性」という。

## 概要
心理学者のエレン・ランガー（Ellen J. Langer） が実験をおこなった。被験者がコピー機の順番待ちの列の先頭へ行き3通りの言い方で頼む。
1. 要求のみを伝える：「すみません、5(20)枚なのですが、先にコピーをとらせてもらえませんか？」
2. 本物の理由を付け足す：「すみません、5(20)枚なのですが、急いでいるので先にコピーをとらせてもらえませんか？」
3. もっともらしい理由を付け足す：「すみません、5(20)枚なのですが、コピーをとらなければいけないので先にコピーをとらせてもらえませんか？」

枚数が5枚の場合、要求のみのときの承諾率は60パーセントであるのに対し、本物の理由を付け足したときの承諾率は94パーセントであった。しかし、もっともらしい理由を付け足したときでも承諾率は93パーセントに達した。
枚数が20枚の場合、要求のみのときの承諾率は24パーセントであるのに対し、本物の理由を付け足したときの承諾率は42パーセントであった。もっともらしい理由を付け足したときの承諾率は24パーセントにとどまった。
人に何かを頼む時に単に「○○してもらえますか？」と言うよりも「○○なので、○○してもらえますか？」と理由をつけると承諾されやすい。ささいな頼みごとの場合は、頼みごとの内容とあまり関係のない理由、こじつけでも承諾されやすい。
カチッサーの語源はテープレコーダーの再生ボタンのカチッという音と砂嵐のサーという音である。このことからカチッとサーを掛けてカチッ・サー効果と表記される。